# Schwere Panzer Abteilung 502
 (juillet 2010).
Si vous disposez d'ouvrages ou d'articles de référence ou si vous connaissez des sites web de qualité traitant du thème abordé ici, merci de compléter l'article en donnant les références utiles à sa vérifiabilité et en les liant à la section « Notes et références ».
La schwere Panzer-Abteilung 502 est créée le 25 mai 1942.
Le bataillon combat dans le secteur de Leningrad, et devient un élément essentiel de la défense des États Baltes en Courlande, puis de la province de Prusse-Orientale. Elle devient la Schwere Panzer-Abteilung 511 le 5 janvier 1945 et capitule en Prusse le 9 mai 1945. 
Cette unité affiche un palmarès de 1 400 chars et 2 000 canons antichars détruits au cours de ses engagements, uniquement acquis sur le front de l'est.

## Histoire

### Naissance et premiers combats
L'unité est créée le 25 mai 1942 à Bamberg, en Bavière, avant même la production en série du Tigre. Par conséquent, les quatre premiers chars n’arrivent que le 19 août, alors que l’unité se trouve à Fallingbostel. Bien que ce manque de chars lourds ne permette de former que la première compagnie, l’unité est toutefois envoyée vers le front de l’Est dès le 23 août. Trois autres Tigre sont livrés après son arrivée à Mga le 29 août, ce qui permet à la compagnie de rester opérationnelle en dépit des pannes mécaniques fréquentes.

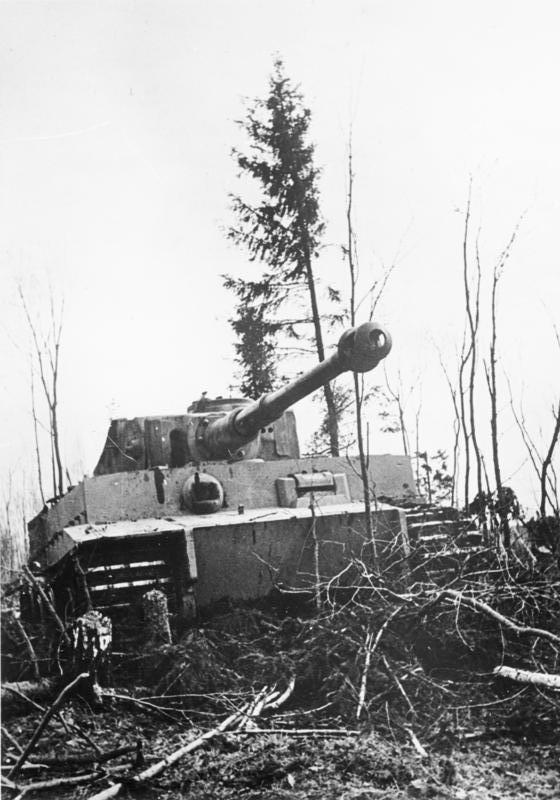
Panzer VI "Tiger I" de la Schwere Panzer-Abteilung 502 près de Léningrad

La compagnie est rattachée le 21 septembre à la 170. Infanterie-Division, avec laquelle elle attaque le lendemain la 2e armée de choc soviétique près de Tortolowo. L’attaque se solde par un désastre : outre la destruction d’un Panzer III, la compagnie doit abandonner ses quatre Tigre, un étant tombé en panne et les trois autres s’étant embourbés sur le terrain marécageux inadapté à l’utilisation des chars lourds. Les Allemands parviennent finalement à récupérer trois des Tigre, mais le quatrième est sous le feu constant des Soviétique et ne parvient pas à être remorqué et ne peut être détruit, le haut-commandement l’ayant interdit. Les Allemands ne le détruisent enfin que le 25 novembre.
La deuxième compagnie est établie à la fin du mois de septembre à Paderborn à partir d’équipages transférées depuis les 1. et 4. Panzer-Divisionen, mais ne reçoit ses chars que fin décembre. Elle est alors envoyée vers la Russie et arrive à Proletarskaïa le 5 janvier 1943.

### Secteur de Leningrad

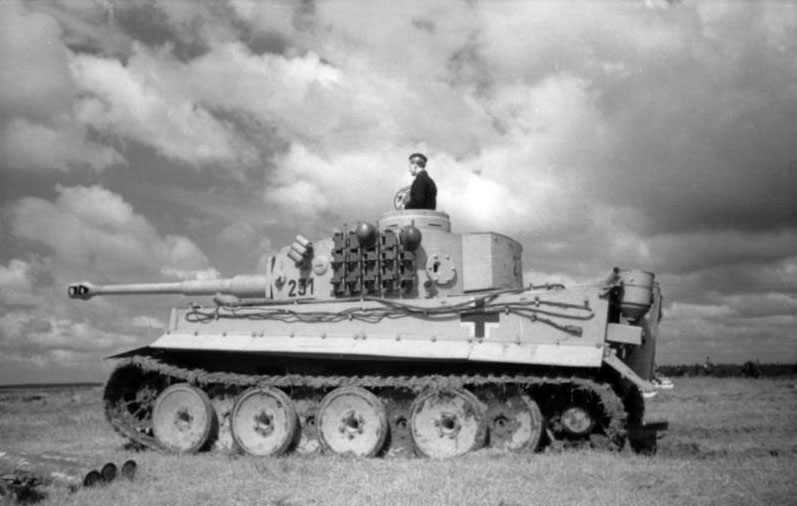
Le 231, 1er char du 3.Zug de la 2.Kompanie en juin 1943, visiblement en très bon état.

Le bataillon est engagé au cours du mois de janvier dans de nombreux combats contre les forces soviétiques autour de Léningrad, auxquelles il inflige des pertes importantes. Ces combats ne sont toutefois pas sans revers : le commandant de la première compagnie est tué le 15 janvier et le bataillon perd quatre Panzer III et cinq Tigre le 18 janvier en essayant d’échapper à l’encerclement à Schlüsselburg. Les pertes élevées des chars lourds sont une nouvelle fois liées au terrain inadapté sur lequel ils s’embourbent. Deux des Tigre ont dû ainsi être sabordés pour éviter leur capture, mais, plus grave pour les Allemands, le Tigre 100 ne peut pas être détruit et tombe intact aux mains des Soviétique. Dans les mois suivants, le bataillon participe à la première, puis à la seconde bataille de Ladoga. L’aspect défensif des combats favorise les Tigre, qui détruisent des dizaines de chars soviétiques, bien que le terrain marécageux demeure un problème, deux chars embourbés devant encore être détruit le 31 mars.
À la fin du mois d’avril, seule la première compagnie reste en Russie, le reste du bataillon ayant été envoyé à Paderborn, puis à Ploërmel, en Bretagne, pour se reposer et reconstituer les effectifs, avec notamment la formation d’une troisième compagnie. Le bataillon repart pour la Russie le 26 juin 1943 et arrive début juillet dans la région de Léningrad où il retrouve la première compagnie.
La troisième bataille de Ladoga débute quelques jours plus tard, le 22 juillet, par un bombardement intense pendant laquelle la troisième compagnie est presque totalement mise hors de combat. Dans les jours qui suivent, le bataillon est dispersé, au point que les chars combattent souvent individuellement, voire sans support de l’infanterie. Insatisfait de la situation, le commandant du bataillon, le capitaine Schmidt, refuse le 12 août d’exécuter des ordres qu’il considère n’avoir aucun sens et est relevé de son commandement dans la foulée. À la fin des combats début septembre, le bataillon n’a plus que onze Tigre en état de marche, mais a détruit plus de cent chars soviétiques en un mois.

### Combats dans les pays baltes
Les forces allemandes évacuant le secteur de Leningrad, le bataillon les couvre en défendant dans la région de Newel en Biélorussie en novembre et décembre 1943. Le 20 janvier, le bataillon et son commandant, le Major Willy Jähde, font des pieds et des mains pour tenir les positions autour de Voronovo, Kelevo et Syas, détruisant 11 blindés le 22, mais 2 jours plus tard les Soviétiques prennent ses positions, obligent les Allemands à se replier vers Narva, entre Tallinn et Leningrad. Entre février et avril 1944, l'unité contribue donc à défendre Narva aux côtés de la division SS Nordland, qui devient la ville clé du verrou défensif allemand en Estonie. Entretemps, le 23 février, le bataillon inscrit un 500e tank ennemi à son palmarès. Une section d'Otto Carius (de la 2.Kie) détruit entre autres 36 T-34 en 5 jours près de Lembitu, tête de pont tenu par les Allemands. Quant aux 1. et 3.Kie, elles permettent de stopper la poussée soviétique à Pskov.
La 2.Kie participe ensuite à l'opération Strachwitz, contre-attaque visant à reprendre du terrain pour rétablir la situation du côté allemand, reprenant Lembitu avec l'aide de la Panzergrenadier division Grossdeutschland. Le 502 participe ensuite à une offensive le 20 avril sur le point 312 où il va subir de lourdes pertes, mettant les ateliers de réparation à rude épreuve. L'offensive, qui échoue, prend fin le 22. Le bataillon combat ensuite dans la zone de Pleskau, carrefour entre Leningrad et Daugavpils entre avril et mai. Et durant l'été, il combat en Lettonie près de Daugavpils. Fin juin, la section d'Otto Carius va soutenir le Panzer-Grenadiere-Regiment 94, détruisant au passage 23 tanks ennemis pour 3 Tigres détruits et 6 endommagés. Début juillet, le 502 est envoyé soutenir l'Infanterie-Regiment 380 qui vient d'être secoué. Otto Carius, Albert Kerscher et Niendstedt détruisent 17 blindés à Malinava (en) le 22, tandis que Johannes Bölter et une partie de la 1.Kie détruisent entre autres, 6 T-34. Deux jours plus tard, Niendstedt détruit encore 19 blindés. Entre le 24 juin et le 25 août, le 502 s'est ainsi vu crédité de 156 tanks et 175 canons d'assauts.
Mais ces succès n'empêchent pas les soviétiques de progresser, en causant des lourdes pertes au 502, pertes dont la qualité n'est pas toujours remplaçable, perdant ainsi Bolter et Carius pendant cet été, tous deux gravement blessés.

### La fin du schwere Panzer Abteilung 502
Le 11 octobre, près de Riga, un 1000e char ennemi, en l'occurrence un T-34, est mis hors de combat par le 502. Mais ce même mois, alors que des forces allemandes essayent de s'accrocher à la Baltique, la 3.Kie se voit prise au piège en Courlande le 9, n'ayant pas pu atteindre Memel comme la 1. et 2.Kie. Cette compagnie et ses 8 Tiger encore opérationnels sont rattachés au s.Pz.Abt.510, lui aussi pris dans la nasse.
Le 10 janvier 1945, à Pillau, le s.Pz.Abt.502, qui ne compte alors plus que 6 chars, devient le Schwere Panzer-Abteilung 511.

## Bilan de l'unité
Le bataillon affiche 1 400 chars et 2 000 antichars, en ayant touché 105 Tiger I et 8 Tiger II, d'autres sources font état de 107 Tiger I. Soit 13,08 chars détruits par Tiger.

### Liste des commandants successifs
| Nom          | Début            | Fin              | Grade     | Remarque                                                                 |
| ------------ | ---------------- | ---------------- | --------- | ------------------------------------------------------------------------ |
| Märker       | 5 août 1942      | 21 novembre 1942 | Major     | Relevé de ses fonctions                                                  |
| Wollschläger | 21 novembre 1942 | 22 février 1943  | Hauptmann |                                                                          |
| Richter      | 22 février 1943  | 20 juillet 1943  | Major     |                                                                          |
| Schmidt      | 20 juillet 1943  | 13 août 1943     | Hauptmann | Relevé de ses fonctions pour avoir refusé d’exécuter les ordres          |
| Lange        | août 1943        | 13 octobre 1943  | Hauptmann | Relevé de ses fonctions pour avoir refusé de traverser une rivière à gué |
| Jähde        | 28 octobre 1943  | 15 mars 1944     | Major     |                                                                          |
| Schwaner     | avril 1944       | 5 août 1944      | Major     | Blessé au combat                                                         |
| von Foerster | 9 août 1944      | 27 avril 1945    | Hauptmann |                                                                          |